# VfB 1910 Gleiwitz
VfB 1910 Gleiwitz was een Duitse voetbalclub uit Gleiwitz, Silezië, dat tegenwoordig de Poolse stad Gliwice is. De club speelde in de schaduw van grote stadsrivaal Vorwärts-RaSpo Gleiwitz.

## Geschiedenis
De club werd opgericht in 1910 en speelde vanaf 1912/13 in de Opper-Silezische competitie. In 1922/23 eindigde de club samen met TV Vorwärts Gleiwitz op de eerste plaats in de groep Gleiwitz en speelde een play-off voor de titel, die ze met 3-0 verloren. Het volgende seizoen werd de competitie van Gleiwitz in twee reeksen opgedeeld. De club eindigde samen met SpVgg Deichsel 1919 Hindenburg eerste en speelde een play-off voor de titel. Het bleef 0-0 en Deichsel werd naar de finale van Gleiwitz afgevaardigd. Het volgende seizoen kon de club tegen Vorwärts de titel winnen en werd in de finaleronde om de algemene titel tweede achter Beuthener SuSV 09. Hierna werden de vijf competities herleid naar twee reeksen en de club werd groepswinnaar en nam het tegen Beuthen op voor de titel. Ze wonnen beide wedstrijden en werden kampioen waardoor ze zich voor de Zuidoost-Duitse eindronde plaatsten. In de groepsfase met zeven clubs werd VfB derde achter Viktoria Forst en Breslauer SC 08.

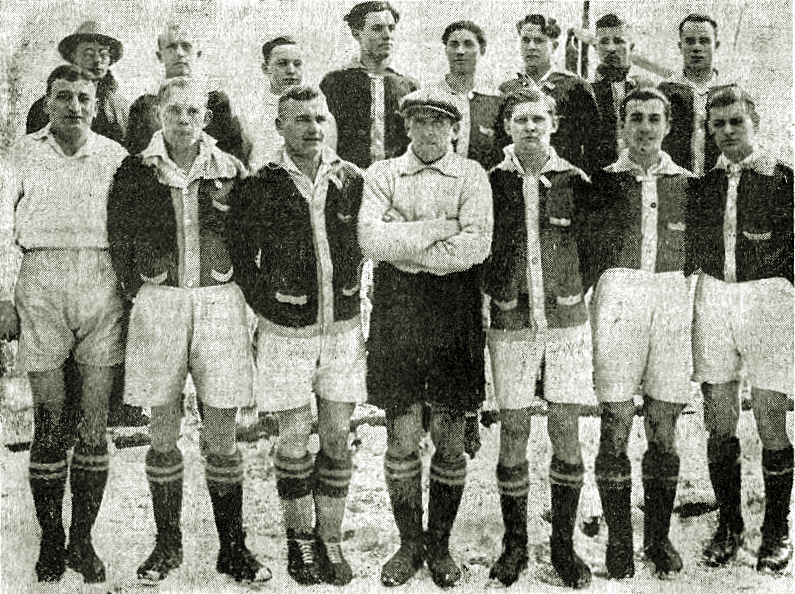
Kampioenenelftal Bezirksliga 1935.

De volgende jaren eindigde de club nog in de subtop en daarna de lagere middenmoot. In 1933 werd de competitie grondig geherstructureerd. De NSDAP kwam aan de macht en de Zuidoost-Duitse voetbalbond en alle competities verdwenen. De Gauliga Schlesien kwam als vervanger, waarvoor enkel de top vier zich plaatste. Aangezien VfB vijfde geëindigd was gingen zij van start in de Bezirksliga Oberschlesien. Na een middelmatig eerste seizoen werd de club in 1935 kampioen en nam deel aan de promotie-eindronde, waar ze tweede werden achter VfB Breslau en zo promoveerden.
In het eerste seizoen in de Gauliga eindigden ze op de zesde plaats. Het volgende seizoen volgde een degradatie. De volgende twee seizoenen kon de club geen promotie afdwingen en in 1939/40 trokken ze zich terug uit de competitie. Ze speelden wel nog in 1. Klasse Oberschlesien 1941/42, waar ze zevende eindigden. Van de laatste twee seizoenen, die in meerdere reeksen gespeeld werd zijn enkel de groepswinnaars bekend.
Na het einde van de Tweede Wereldoorlog werd Gleiwitz een Poolse stad en werd de voetbalclub opgeheven.

## Erelijst
Kampioen Opper-Silezië
1926